# 톰 하디
톰 하디(영어: Tom Hardy, CBE, 1977년 9월 15일~)는 잉글랜드의 배우, 프로듀서이자 작가이다. 그는 전쟁 영화 블랙 호크 다운으로 장편 영화에 데뷔하였고, 그의 유명한 작품으로는 사이언스 픽션 필름인 네메시스(2002)와 범죄 영화 락큰롤라, 심리적인 전기 드라마 장기수 브론슨의 고백(2008), SF 스릴러 인셉션(2010) , 스포츠 드라마 워리어(2011), 냉전 스파이물 팅커 테일러 솔저 스파이(2011), 범죄 드라마 로우리스: 나쁜 영웅들(2012)과 로크(2013) 등이 있다. 또한 히어로 무비인 다크 나이트 라이즈(2012)에서 악역인 베인 역할을 맡았으며, 데니스 러헤인의 소설을 원작으로 한 맙스터 범죄 드라마 더 드롭(2014)과 조지 밀러가 3년만에 선보인 포스트 아포칼립스 액션 영화인 매드 맥스: 분노의 도로에서 주연을 맡기도 하였다. 크리스토퍼 놀란 감독의 덩케르크에서는 공군 조종사 역할을 맡았고, 베놈(2018)에서는 베놈과 에디 브록은 연기했다.
그가 출연한 TV쇼에는 HBO 전쟁 미니시리즈 드라마 밴드 오브 브라더스(2001), BBC의 미스터리 전쟁 드라마 버진 퀸(2005), ITV의 폭풍의 언덕(2008)과 BBC의 영국 역사 범죄극 텔레비전 시리즈인 피키 블라인더스(2013), 스카이 1의 시리즈 드라마 더 테이크(2009) 등이 있다.
그는 현재 영국과 미국 모두에서 배우로 활동하고 있다. 그는 2003년에 연극 In Arabia We'd All Be Kings에서 루카 역할을 연기하여 로런스 올리비에상 신인상 후보로 지명되었으며, 2003 런던 이브닝 스탠더드 시어터 어워드에서 수상하기도 하였다.

## 출연 작품

### 영화
| 2001년 | 《토마소》                         | 본인                      | 단편                          |
| 2001년 | 《겟 어 그립》                     | 본인                      | 단편                          |
| 2001년 | 《블랙 호크 다운》                 | 랜스 트윔블리             | 크레딧에는 토머스 하디로 기재 |
| 2002년 | 《톰 하디의 도망자》               | 파스칼 듀폰트             |                               |
| 2002년 | 《네메시스》                       | 신존                      |                               |
| 2003년 | 《닷 더 아이》                     | 톰                        |                               |
| 2003년 | 《치사량》                         | 맷                        |                               |
| 2003년 | 《레코닝》                         | 스트로                    |                               |
| 2004년 | 《이엠알》                         | 헨리                      |                               |
| 2004년 | 《레이어 케이크》                  | 클라키                    |                               |
| 2006년 | 《마리 앙투아네트》                | 레몬트                    |                               |
| 2006년 | 《미노타우르》                     | 테오                      |                               |
| 2006년 | 《씬스 오브 어 섹슈얼 내이쳐》     | 노엘                      |                               |
| 2007년 | 《플러드》                         | 잭                        |                               |
| 2007년 | The Inheritance                    |                           |                               |
| 2007년 | 《워즈》                           | 피에르 잭슨               |                               |
| 2008년 | 《장기수 브론슨의 고백》           | 브론슨                    |                               |
| 2008년 | 《락큰롤라》                       | 핸섬 밥                   |                               |
| 2008년 | 《써커 펀치》                      |                           |                               |
| 2009년 | Perfect                            | 의사                      | 단편 영화                     |
| 2009년 | 《코드》                           | 마이클스                  |                               |
| 2010년 | 《인셉션》                         | 임스                      |                               |
| 2011년 | Sergeant Slaughter, My Big Brother | 댄                        | 단편 영화                     |
| 2011년 | 《팅커 테일러 솔저 스파이》        | 리키 타르                 |                               |
| 2011년 | 《워리어》                         | 토미 콘론                 |                               |
| 2012년 | 《다크 나이트 라이즈》             | 베인                      |                               |
| 2012년 | 《로우리스: 나쁜 영웅들》          | 포레스트 본두란           |                               |
| 2012년 | 《디스 민즈 워》                   | 턱 핸슨                   |                               |
| 2013년 | 《로크》                           | 아이반 로크               |                               |
| 2014년 | 《더 드롭》                        | 밥                        |                               |
| 2015년 | 《차일드 44》                      | 레오 데미도프             |                               |
| 2015년 | 《레전드》                         | 레지 크레이 / 로니 크레이 |                               |
| 2015년 | 《런던 로드》                      | 택시 기사 마크            |                               |
| 2015년 | 《매드 맥스: 분노의 도로》         | 맥스 로카탄스키           |                               |
| 2015년 | 《레버넌트: 죽음에서 돌아온 자》   | 존 피츠제럴드             |                               |
| 2017년 | 《덩케르크》                       | 파리어                    |                               |
| 2018년 | 《얼리맨》                         | 실이 구스(더빙)           | 애니메이션 영화               |
| 2018년 | 《베놈》                           | 에디 브룩 / 베놈          |                               |
| 2020년 | 《폰조》                           | 알폰소 카포네             | 제작 후반                     |
| 2021년 | 베놈 2: 렛 데어 비 카니지          | 에디 브룩 / 베놈          |                               |
| 2023년 | 바이크 라이더스                    | 조니                      |                               |
| 2024년 | 베놈: 라스트 댄스                  | 에디 브룩 / 베놈          |                               |
| TBA    | 워 파티                            |                           |                               |
| TBA    | 매드 맥스: 웨이스트랜드            | 맥스 로카탄스키           |                               |

### 텔레비전
- 밴드 오브 브라더스 2001 존 자노벡 역
- 버진 퀸 2005 로버트 두들리 역
- 기디온의 딸 2005 앤드류 역
- 올리버 트위스트 2007 빌 서키스 역
- 폭풍의 언덕 2009 히스클리프 역
- 더 테이크 2009 프레디 잭슨 주니어 역
- 피키 블라인더스 2013 알피 솔로몬스 역
- 타부 2017 제임스 카자이야 딜레이니 역

## 서훈
- 2018년 대영 제국 훈장 3등급(CBE) 수훈[1]